# Chalvey Sports F.C.
Chalvey Sports FC là một câu lạc bộ bóng đá có trụ sở tại Chalvey thuộc Slough, Anh. Đội bóng hiện thi đấu tại Hellenic League Division Two East và dùng chung sân 1878 Stadium với Burnham's.

## Danh hiệu
- Hellenic League
  - Nhà vô địch Division Two East các mùa giải 2016–17, 2017–18
- East Berkshire League
  - Nhà vô địch Premier Division mùa giải 1996–97
  - Nhà vô địch Division One mùa giải 1992–93
  - Nhà vô địch League Cup các mùa giải 1994–95, 2001–02, 2012–13
- Great Western Combination
  - Nhà vô địch Division One mùa giải 1954–55
- Norfolkian Senior Cup
  - Nhà vô địch các mùa giải 1964-65, 1971,72, 1998-99
- Slough Town Senior Cup
  - Nhà vô địch mùa giải 1956–57
- Ascot & Fielden Cup
  - Nhà vô địch mùa giải 2003–04

## Thống kê
- Thành tích tốt nhất tại FA Vase: Vòng loại đầu tiên mùa giải 2019–20[3]